# Anywhere in the World
«Anywhere In The World» (рус. В любой точке мира) — это совместный сингл английского диджея, гитариста, продюсера и художника Марка Ронсона и английской певицы и автора песен Кэти Би. Трек был записан в рамках кампании поддержки Летних олимпийский игр 2012 года Move to the beat от спонсора The Coca-Cola Company. Сингл был выпущен для цифрового скачивания 30 марта 2012 года в Бельгии и 13 мая в Великобритании.

## Список композиций
Digital download
1. «Anywhere in the World» (Radio Edit) — 3:53

UK Digital EP
1. «Anywhere in the World» (Radio Edit) — 3:53
2. «Anywhere in the World» (Sport-a-Pella Version) — 3:51
3. «Making of Anywhere in the World» — 2:36

## Чарты
| Чарт (2012)                                | Высшее Место |
| ------------------------------------------ | ------------ |
| Бельгия/Фландрия (Ultratip Bubbling Under) | 16           |
| Франция (SNEP)                             | 185          |
| (IRMA)                                     | 95           |
| Великобритания (OCC UK Singles)            | 55           |

## Хронология релиза
| Страна         | Дата          | Формат           |
| -------------- | ------------- | ---------------- |
| Бельгия        | 30 Марта 2012 | Digital download |
| Великобритания | 13 Мая 2012   | Digital download |